# Ranking UCI
O Ranking UCI foi um sistema de pontuação de corridas ciclistas de ciclismo em estrada ao longo da temporada utilizado de 1984 a 2004, quando foi substituído pelo UCI ProTour. Até o 1992 foi chamado Ranking FICP dado que elaborava-o essa organização, encarregando-se desde 1993 a própria UCI devido à fusão da FICP (federação profissional) com a FIAC (federação amadora).
De 1984 a 1994 foi só de ciclistas e equipas incluindo-se a partir de 1995 classificação por países que servia para adjudicar o número de ciclistas em diferentes competições internacionais por países, sobretudo no Campeonato do Mundo. Chama a atenção a superioridade italiana desde os começos deste novo prêmio, já que Itália resultou o país vencedor desde o ano 1996 até o 2004. Como se pode comprovar foram anos de esplendor do ciclismo transalpino, já que os ciclistas de dito país obtiveram um grande número de vitórias.
Este sistema pretendia fazer um ranking dos melhores ciclistas a nível mundial, mas nunca chegou a figurar a nível internacional ao igual que os rankings masculinos não oficiais que teve anteriormente como o Challenge Desgrange-Colombo (1948-1958) e o Super Prestige Pernod International (1959-1987).
Também existem outros Ranking UCI referidos a outras modalidades ou especialidades de ciclismo.
Em 2016 a UCI voltou a criar um novo ranking, atualizado no final de cada semana, designado UCI World Ranking

## Palmares
| Ano  | Vencedor individual  | Vencedor por equipas | Vencedor por países |
| ---- | -------------------- | -------------------- | ------------------- |
| 1984 | Sean Kelly           | Skil-Sem             | Não se entregou     |
| 1985 | Sean Kelly           | Skil-Sem             | Não se entregou     |
| 1986 | Sean Kelly           | Kas                  | Não se entregou     |
| 1987 | Sean Kelly           | Kas                  | Não se entregou     |
| 1988 | Sean Kelly           | Kas                  | Não se entregou     |
| 1989 | Laurent Fignon       | Système U            | Não se entregou     |
| 1990 | Gianni Bugno         | Chateau D'Ax         | Não se entregou     |
| 1991 | Gianni Bugno         | Gatorade             | Não se entregou     |
| 1992 | Miguel Indurain      | Banesto              | Não se entregou     |
| 1993 | Miguel Indurain      | Banesto              | Não se entregou     |
| 1994 | Tony Rominger        | Mapei-Clas           | Não se entregou     |
| 1995 | Laurent Jalabert     | Mapei-GB / ONCE      | Não se entregou     |
| 1996 | Laurent Jalabert     | Mapei-GB             | Itália              |
| 1997 | Laurent Jalabert     | Mapei-GB             | Itália              |
| 1998 | Michele Bartoli      | Mapei-Bricobi        | Itália              |
| 1999 | Laurent Jalabert     | Mapei-Quick Step     | Itália              |
| 2000 | Francesco Casagrande | Mapei-Quick Step     | Itália              |
| 2001 | Erik Zabel           | Fassa Bortolo        | Itália              |
| 2002 | Erik Zabel           | Mapei-Quick Step     | Itália              |
| 2003 | Paolo Bettini        | Fassa Bortolo        | Itália              |
| 2004 | Damiano Cunego       | T-Mobile             | Itália              |

## Palmares individual por países
| País     | Vitórias |
| -------- | -------- |
| Itália   | 6        |
| França   | 5        |
| Irlanda  | 5        |
| Espanha  | 2        |
| Alemanha | 2        |
| Suíça    | 1        |